# Вилхелм Флорентин фон Залм-Залм
Вилхелм Флорентин фон Залм-Залм (на немски: Wilhelm Florentin von Salm-Salm; * 10 май 1745, дворец Анхолт; † 14 септември 1810, Хамбах, Горен Пфалц) е принц от Залм-Залм, епископ на Турне (Доорник), Белгия (1776 – 1793), и архиепископ на Прага (1793 – 1810).

## Произход и образование
Той е най-малкият син (18-о дете) на 1. княз Николаус Леополд фон Залм-Залм (1701 – 1770), херцог на Хогстратен, вилд и Рейнграф, генерал-фелдмаршал, губернатор на Антверпен, и съпругата му принцеса Доротея Франциска Агнес фон Залм (1702 – 1751), дъщеря на 5. княз Лудвиг Ото фон Залм (1674 – 1738) и принцеса Албертина Йохана фон Насау-Хадамар (1679 – 1716), дъщеря на княз Мориц Хайнрих фон Насау-Хадамар. Баща му се жени втори път на 12 юли 1753 г. в Анхолт за принцеса Kристина Анна Луиза Освалдина фон Залм (1707 – 1775), вдовица на наследствения принц Йозеф фон Хесен-Рейнфелс-Ротенбург (1705 – 1744), по-малка сестра на майка му Доротея.
Брат е на Лудвиг Карл Ото (1721 – 1778), 2. княз на Залм-Залм, Вилхелм Флорентин Клод Ламорал (1723 – 1744, убит в битка при Фрайбург), вилд и Рейнграф Фридрих Ернст Максимилиан (1732 – 1773), херцог на Хогстратен, Карл Александер (1735– 1796, Лисабон), Емануел Хайнрих Николаус Леополд (1742 – 1808) и Франц Йозеф Йохан Андреас (1743 – сл. 1779).
Вилхелм Флорентин фон Залм-Залм е определен за военна кариера и посещава колеж във Франция и академията във Виена. Понеже иска да започне духовна кариера той следва след това теология и право в Кьолн и Лиеж.

## Духовна кариера
През 1761 г. Вилхелм Флорентин става домхер/каноник в Кьолн, Щрасбург и Лиеж, и през 1765 г. също в Аугсбург. На 13 декември 1767 г. става дякон в Щрасбург. На 17 март 1771 г. е помазан за свещеник в Щрасбург.
Катедралният капител на Турне моли Мария Терезия да го предложи за епископ на Турне след смъртта епископ Франц Ернст фон Залм-Райфершайт, неговият роднина, през 1770 г. Но императрицата го номинира едва на 30 януари 1776 г. и папата го назначава на 20 май 1776 г. Император Франц II го номинира на 1 май 1793 г. за архиепископ на Прага. Папата го одобрява на 23 септември 1793 г. и той отива в Прага на 2 май 1794 г.
От 1773 до 1788 г. той е регент на своя малолетен племенник Константин фон Залм-Залм и се ангажира през 1788 г. за йозефинския генерален семинар в Льовен.
Като епископ той посещава годишно някои викариати и умира по време на такова пътуване. Гробът на обичания от населението архиепископ се намира в дворцовата капела в Каменец в Западна Украйна.